# Rio Poço Bonito
O rio Poço Bonito é um curso de água do estado do Paraná.